# آرام هوهانیسیان
آرام مارتونی هوهانیسیان (ارمنی: Արամ Մարտունի Հովհաննիսյան؛ زادهٔ ۶ مارس ۱۹۶۳) یک سیاستمدار اهل ارمنستان است که از تاریخ ۱۹۹۹ تا تاریخ ۲۰۰۳ سمت نمایندگی دوره دوم مجلس ملی جمهوری ارمنستان را برعهده داشت.

## زندگی‌نامه
در ۶ مارس ۱۹۶۳ در کاپان به دنیا آمد و از دانشگاه پلی‌تکنیک ارمنستان فارغ‌التحصیل شد. 